# Łączna (Pasłęk)
Łączna (deutsch Wiesenhof) ist ein Ort in der polnischen Woiwodschaft Ermland-Masuren. Er gehört zur Gmina Pasłęk (Stadt-und-Land-Gemeinde Preußisch Holland) im Powiat Elbląski (Kreis Elbing).

## Geographische Lage
Łączna liegt auf der Nordseite der Weeske (polnisch Wąska) im nördlichen Westen der Woiwodschaft Ermland-Masuren, fünf Kilometer westlich der früheren Kreisstadt Preußisch Holland (polnisch Pasłęk) bzw. zwölf Kilometer südöstlich der heutigen Kreismetropole Elbląg (deutsch Elbing).

## Geschichte
Das kleine Dorf Wiesenhof war eine Remonte-Dependance und als solche bis 1945 ein Vorwerk des benachbarten Remonteamts Weeskenhof (polnisch Rzeczna) im ostpreußischen Kreis Preußisch Holland. Im Jahre 1785 wurde der Ort als ein königliches Amtsvorwerk mit drei Feuerstellen genannt, im Jahre 1820 war es ein königliches Vorwerk mit drei Feuerstellen bei 35 Einwohnern. 64 Einwohner zählte das Vorwerk Wiesenhof im Jahre 1910.
In Kriegsfolge kam das gesamte südliche Ostpreußen 1945 zu Polen. Wiesenhof erhielt die polnische Namensform „Łączna“ und ist heute eine Osada (= „Siedlung“) innerhalb der Gmina Pasłęk (Stadt-und-Land-Gemeinde Preußisch Holland) im Powiat Elbląski (Kreis Elbing), von 1975 bis 1998 der Woiwodschaft Elbląg, seither der Woiwodschaft Ermland-Masuren zugehörig.

## Religion
Bis 1945 war Wiesenhof in die evangelische Kirche in Preußisch Holland in der Kirchenprovinz Ostpreußen der Kirche der Altpreußischen Union eingepfarrt. Heute gehört Łączna zur St.-Georgs-Kirche in Pasłęk, einer Filialkirche der Pfarrei Ostróda (Osterode) in der Diözese Masuren der Evangelisch-Augsburgischen Kirche in Polen.
Seitens der römisch-katholischen Kirche gehörte Wiesenhof schon vor 1945 zur Pfarrei in der Stadt Preußisch Holland. Das ist auch für Łączna so geblieben: das Dorf ist in die Pfarrei St. Josef Pasłęk eingegliedert, die dem Dekanat Pasłęk I im Bistum Elbląg zugeordnet ist.

## Verkehr
Łączna liegt am Ende einer Nebenstraße, die in Rzeczna (Weeskenhof) von der Woiwodschaftsstraße 513 abzweigt. Die nächste Bahnstation ist Pasłęk (Preußisch Holland) an der Bahnstrecke Olsztyn–Bogaczewo (deutsch Allenstein–Güldenboden).